# Titularbistum Opitergium

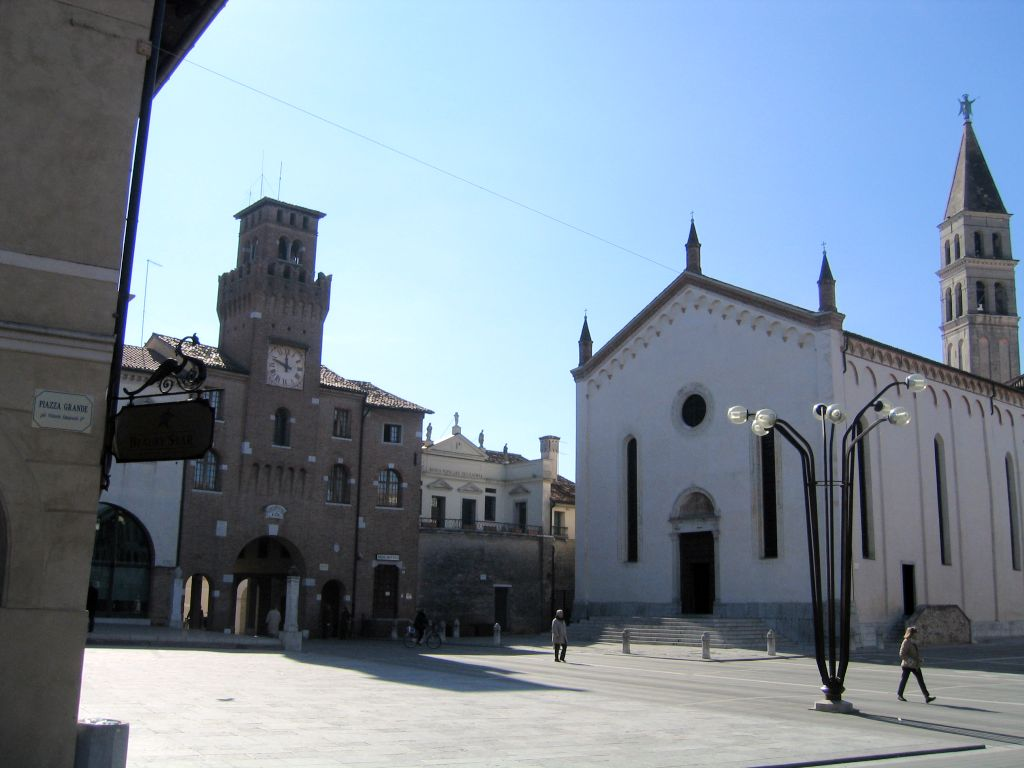

Opitergium (ital.: Oderzo) ist ein Titularbistum der römisch-katholischen Kirche.
Es geht zurück auf einen Bischofssitz in der Stadt Oderzo, die sich in der italienischen Region Venetien befindet. Es gehörte der Kirchenprovinz Aquileia an.
| Titularbischöfe von Opitergium |                                                            |                                 |                   |                    |
| Nr.                            | Name                                                       | Amt                             | von               | bis                |
| 1                              | Livio Maritano                                             | Weihbischof in Turin (Italien)  | 19. Oktober 1968  | 30. Juni 1979      |
| 2                              | Benedict Charles Franzetta                                 | Weihbischof in Youngstown (USA) | 26. Juli 1980     | 26. September 2006 |
| 3                              | Raffaele Farina SDB Titularerzbischof pro hac vice         | Kurienerzbischof                | 15. November 2006 | 24. November 2007  |
| 4                              | Alberto Bottari de Castello Titularerzbischof pro hac vice | Apostolischer Nuntius           | 8. Dezember 2007  | 13. Juli 2025      |